# Protest
Protest è il secondo album di Bunny Wailer, pubblicato dalla Island Records nel 1977. Il disco fu registrato all'Harry J's Studio di Kingston, Jamaica.

## Tracce
Testi e musiche di Bunny Wailer eccetto dove indicato.
Lato A
1. Moses Children – 5:23
2. Get Up, Stand Up – 6:13 (Bob Marley, Peter Tosh)
3. Scheme of Things – 4:14
4. Quit Trying – 4:16

Lato B
1. Follow Fashion Monkey – 4:11
2. Wanted Children – 5:11
3. Who Feels It – 5:41
4. Johnny Too Bad – 5:51 (Bunny Wailer, Trevor Wilson)

## Musicisti
- Bunny Wailer - voce, percussioni, accompagnamento vocale
- Peter Tosh - chitarra
- Earl Chinna Smith - chitarra
- Bernard Touter Harvey - tastiere
- Earl Wire Lindo - tastiere
- Keith Sterling - tastiere
- Bobby Ellis - strumenti a fiato
- Herman Marquis - strumenti a fiato
- Dirty Harry Hall - strumenti a fiato
- Tommy McCook - strumenti a fiato
- Robbie Shakespeare - basso
- Leroy Horsemouth Wallace - batteria
- Michael Richards - batteria
- The Solomonic Enchanters - accompagnamento vocale, cori